# Maria Irma Hadler Coudry
Maria Irma Hadler Coudry (1949) é uma linguista brasileira conhecida por suas pesquisas em neurolinguística, especialmente sobre a neurolinguística discursiva, área em que seus trabalhos pioneiros, com destaque para o livro Diário de Narciso: discurso e afasia (1988), levaram a uma "revolução conceitual-metodológica". É professora titular da Universidade Estadual de Campinas, onde foi uma das fundadoras do Centro de Convivência de Afásicos.